# NBA 1989./90.
NBA 1989./90. je bila 44. po redu sezona sjevernoameričke profesionalne košarkaške lige.
U finalnoj seriji doigravanja prvaci Istočne konferencije Detroit Pistonsi su omjerom 4:1 pobijedili prvake Zapadne konferencije Portland Trail Blazerse i osvojili drugi naslov prvaka zaredom, također ukupno drugi u povijesti. Od ove sezone, u ligu su kao 26. i 27. momčad ušli Orlando Magic i Minnesota Timberwolvesi.

## Poredak po divizijama na kraju regularnog dijela sezone
| Atlantic (Istok)       | Atlantic (Istok) | Atlantic (Istok) | Central (Istok)         | Central (Istok) | Central (Istok) | Midwest (Zapad)        | Midwest (Zapad) | Midwest (Zapad) | Pacific (Zapad)            | Pacific (Zapad) | Pacific (Zapad) |
| ---------------------- | ---------------- | ---------------- | ----------------------- | --------------- | --------------- | ---------------------- | --------------- | --------------- | -------------------------- | --------------- | --------------- |
| Momčad                 | Pob              | Por              | Momčad                  | Pob             | Por             | Momčad                 | Pob             | Por             | Momčad                     | Pob             | Por             |
| Philadelphia 76ers (d) | 53               | 29               | Detroit Pistons (d)     | 59              | 23              | San Antonio Spurs (d)  | 56              | 26              | Los Angeles Lakers (d)     | 63              | 19              |
| Boston Celtics (d)     | 52               | 30               | Chicago Bulls (d)       | 55              | 27              | Utah Jazz (d)          | 55              | 27              | Portland Trail Blazers (d) | 59              | 23              |
| New York Knicks (d)    | 45               | 37               | Milwaukee Bucks (d)     | 44              | 38              | Dallas Mavericks (d)   | 47              | 35              | Phoenix Suns (d)           | 54              | 28              |
| Washington Bullets     | 31               | 51               | Cleveland Cavaliers (d) | 42              | 40              | Denver Nuggets         | 43              | 39              | Seattle SuperSonics (d)    | 41              | 41              |
| Miami Heat             | 18               | 64               | Indiana Pacers (d)      | 42              | 40              | Houston Rockets        | 41              | 41              | Golden State Warriors (d)  | 37              | 45              |
| New Jersey Nets        | 17               | 65               | Atlanta Hawks           | 41              | 41              | Minnesota Timberwolves | 22              | 60              | Los Angeles Clippers       | 30              | 52              |
| *                      | *                | *                | Orlando Magic           | 18              | 64              | Charlotte Hornets      | 19              | 63              | Sacramento Kings           | 23              | 59              |

Napomena: (d) - ušli u doigravanje, Pob - pobjede, Por - porazi

## Doigravanje
| Istočna konferencija             | Omjer      |            |
| Prva runda                       | Prva runda | Prva runda |
| -------------------------------- | ---------- | ---------- |
| Detroit (1) - Indiana (8)        | 3:0        |            |
| Boston (4) - New York (5)        | 2:3        |            |
| Chicago (3) - Milwaukee (6)      | 3:1        |            |
| Philadelphia (2) - Cleveland (7) | 3:2        |            |
| Konferencijska polufinala        |            |            |
| Detroit (1) - New York (5)       | 4:1        |            |
| Philadelphia (2) - Chicago (3)   | 1:4        |            |
| Konferencijsko finale            |            |            |
| Detroit (1) - Chicago (3)        | 4:3        |            |

| Zapadna konferencija           | Omjer      |            |
| Prva runda                     | Prva runda | Prva runda |
| ------------------------------ | ---------- | ---------- |
| L.A. Lakers (1) - Houston (8)  | 3:1        |            |
| Utah (4) - Phoenix (5)         | 2:3        |            |
| Portland (3) - Dallas (6)      | 3:0        |            |
| San Antonio (2) - Denver (7)   | 3:0        |            |
| Konferencijska polufinala      |            |            |
| L.A. Lakers (1) - Phoenix (5)  | 1:4        |            |
| San Antonio (2) - Portland (3) | 3:4        |            |
| Konferencijsko finale          |            |            |
| Portland (3) - Phoenix (5)     | 4:2        |            |

Napomena: u zagradi je plasman unutar konferencije

## Finalna serija
| Utakmica                   | Omjer |
| -------------------------- | ----- |
| Detroit (I) - Portland (Z) | 4:1   |

Napomena: (I) - pobjednik Istočne konferencije, (Z) - pobjednik Zapadne konferencije

## Nagrade za sezonu 1989./90.
| Nagrada            | Osvajač        | Momčad             |
| ------------------ | -------------- | ------------------ |
| Najkorisniji igrač | Magic Johnson  | Los Angeles Lakers |
| Novajlija godine   | David Robinson | San Antonio Spurs  |
| Trener godine      | Pat Riley      | Los Angeles Lakers |